# Phlugis philippina
Phlugis philippina är en insektsart som beskrevs av Jin, Xingbao 1993. Phlugis philippina ingår i släktet Phlugis och familjen vårtbitare. Inga underarter finns listade i Catalogue of Life.